# 타네히시 코츠
타네히시 폴 코츠(영어: Ta-Nehisi Paul Coates, 1975년 9월 30일 ~ )는 미국의 저술가, 기자이다. 《애틀랜틱》, 《타임》 지 등에서 아프리카계 미국인들의 정치문화적 이슈를 다룬 글로 알려졌다. 2008년 회고록 《아름다운 투쟁: 아버지와 두 아들과 인류를 위한 불가능한 길》(The Beautiful Struggle: A Father, Two Sons, and an Unlikely Road to Manhood)을 펴냈다. 2015년 발간된 그의 수필 《세계와 나 사이》(Between the World and Me)는 그해 내셔널 북 어워드 논픽션 부문을 수상했다. 2016년에는 마블 코믹스의 만화 《블랙 팬서》의 작가가 되었다.